# Altolamprologus compressiceps
Altolamprologus compressiceps è un pesce tropicale d'acqua dolce, appartenente alla famiglia dei Ciclidi.

## Distribuzione e habitat
Questa specie è endemica del Lago Tanganica, in Africa.

## Descrizione
Presentano un corpo ben riconoscibile, con testa allungata e labbra pronunciate, con una grande bocca. Il corpo è allungato, compresso ai fianchi, con profili dorsale e ventrale poco pronunciati, corto peduncolo caudale e pinna caudale a delta. La pinna dorsale è lunga ma non molto alta, così come l'anale. Le pinne ventrali sono appuntite, le pettorali sono arrotondate. La livrea presenta un fondo giallo-ocra con 6-7 fasce verticali di colore bruno-beige che nella maggioranza degli esemplari si biforcano lungo i fianchi. Le pinne sono gialle orlate di bruno, ad eccezione della coda, interamente gialla.
Il dimorfismo sessuale prevede dimensioni leggermente maggiori nei maschi che hanno anche i vertici delle pinne appuntite, a differenza di quelli delle femmine che sono più arrotondati. 

Raggiungono una lunghezza massima di 12 cm.

## Etologia
Pesce tranquillo con le altre specie, è piuttosto aggressivo nei confronti dei conspecifici: continui litigi sono frequenti anche nella coppia di riproduttori.

## Alimentazione
Si nutre di zooplancton.

## Riproduzione
Una volta formata la coppia, si assiste alla preparazione di un nido (solitamente una frattura tra le rocce, che viene attentamente pulita) e alla successiva deposizione di grosse uova dai toni verdi, che vengono poi fecondate dal maschio.
Successivamente entrambi i genitori montano la guardia al luogo di cova, con molta tenacia, a volte fino alla morte.

## Acquariofilia
A. compressiceps è poco diffuso negli esercizi commerciali di acquariofilia ma riscuote un buon successo tra gli allevatori appassionati di ciclidi per il suo bell'aspetto e le dimensioni contenute. Si riproducono raramente in acquario.